# Theope turneri
Theope turneri is een vlindersoort uit de familie van de prachtvlinders (Riodinidae), onderfamilie Riodininae.
Theope turneri werd in 1997 beschreven door Hall, J & Austin.